# Paduvilayi
Paduvilayi è una suddivisione dell'India, classificata come census town, di 19.167 abitanti, situata nel distretto di Kannur, nello stato federato del Kerala. In base al numero di abitanti la città rientra nella classe IV (da 10.000 a 19.999 persone).

## Geografia fisica
La città è situata a 11° 52' 00 N e 75° 31' 10 E.

## Società

### Evoluzione demografica
Al censimento del 2001 la popolazione di Paduvilayi assommava a 19.167 persone, delle quali 9.279 maschi e 9.888 femmine. I bambini di età inferiore o uguale ai sei anni assommavano a 2.199, dei quali 1.119 maschi e 1.080 femmine. Infine, coloro che erano in grado di saper almeno leggere e scrivere erano 15.695, dei quali 7.909 maschi e 7.786 femmine.